# Шарчинский район
Шарчинский район — административно-территориальная единица в составе Алтайского края, существовавшая в 1938—1963 годах. Центр — село Шарчино.
Шарчинский район был образован 8 декабря 1938 года в составе Алтайского края.
По данным 1940 года Шарчинский район делился на 10 сельсоветов: Веселовский, Гришинский, Ермачихинский, Корчинский, Куликовский, Трубачевский, Усть-Мосихинский, Шарчинский, Шумилихинский, Ясно-Полянский.
1 февраля 1963 года Шарчинский район был упразднён, а его территория передана в Ребрихинский и Тюменцевские районы.